# Carl Friedrich Gauss
Johann Friedrich Carl Gauss (in tedesco Gauß, ; latinizzato in Carolus Fridericus Gauss; Braunschweig, 30 aprile 1777 – Gottinga, 23 febbraio 1855) è stato un matematico, astronomo e fisico tedesco, che ha dato contributi determinanti in analisi matematica, teoria dei numeri, statistica, calcolo numerico, geometria differenziale, geodesia, geofisica, magnetismo, elettrostatica, astronomia e ottica.

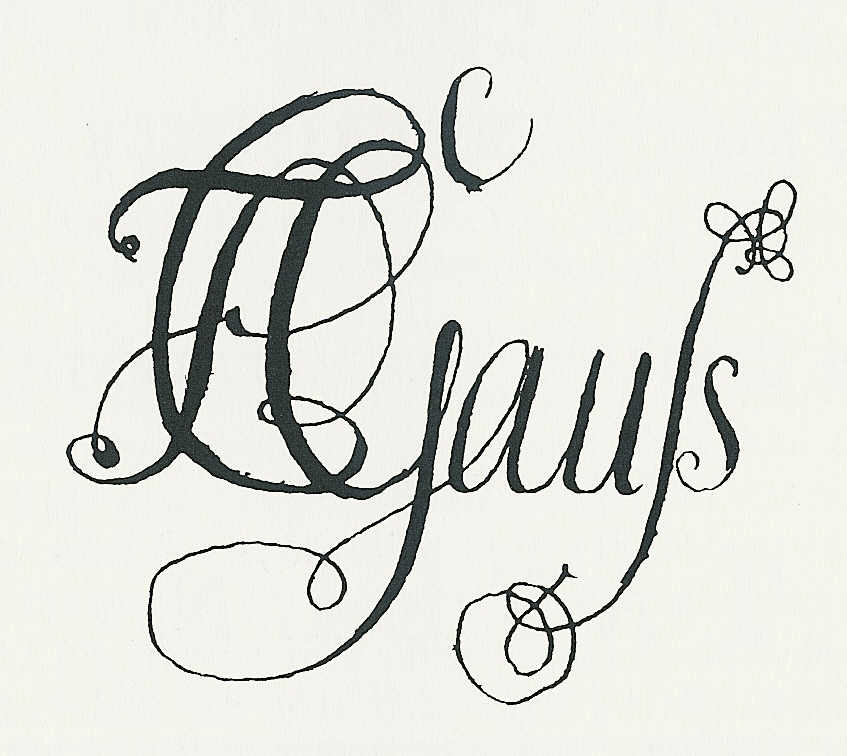
Firma di Gauss

Talvolta definito «il Principe dei matematici» (Princeps mathematicorum) come Eulero o «il più grande matematico della modernità» (in opposizione ad Archimede, considerato dallo stesso Gauss come il maggiore fra i matematici dell'antichità), è annoverato fra i più importanti matematici della storia avendo contribuito in modo decisivo all'evoluzione delle scienze matematiche, fisiche e naturali. Definì la matematica come «la regina delle scienze».

## Biografia

### Infanzia e prime scoperte (1777-1798)

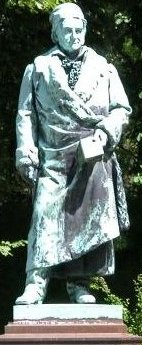
Statua di Gauss a Braunschweig

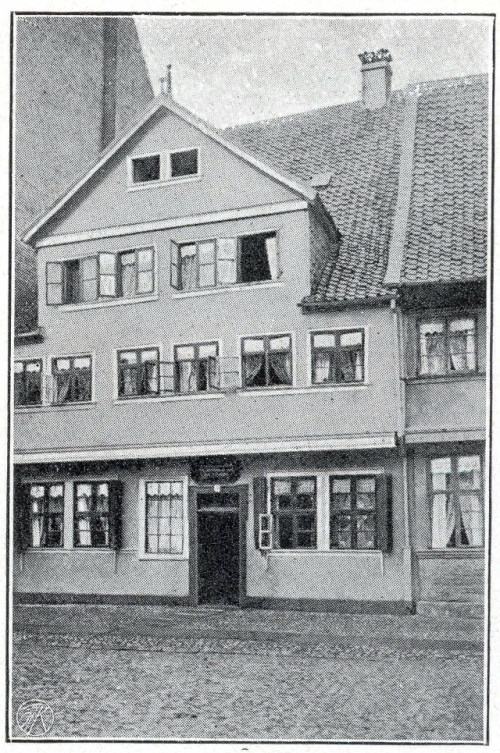
Casa natìa di Gauss. Fu distrutta nella seconda guerra mondiale

Gauss nacque a Braunschweig, nel ducato di Brunswick-Lüneburg (al secolo facente parte del Sacro Romano Impero, oggi situato invece nello stato federato tedesco della Bassa Sassonia), il 30 aprile del 1777, figlio unico di una famiglia di bassa estrazione sociale e culturale. Fu battezzato e cresimato in una chiesa vicino alla scuola che poi frequentò da bambino. Gauss era un bambino prodigio e svariati sono gli aneddoti sulla sua precocità matematica; ad esempio, all'età di soli tre anni, almeno secondo la leggenda, avrebbe corretto un errore del padre nel calcolo delle sue finanze.
Un altro aneddoto, più verosimile, racconta che a 9 anni il suo insegnante, J.G. Büttner, per mettere a tacere i turbolenti allievi ordinò loro di fare la somma dei numeri da 1 a 100. Quasi subito il bimbo Gauss diede la risposta esatta, sorprendendo l'insegnante ed il suo assistente Martin Bartels. Non si è certi di quale metodo abbia adottato Gauss; forse mise in una riga i numeri da 1 a 100 e in una riga sotto i numeri da 100 a 1, e vide che ogni colonna dava come somma 101: Carl moltiplicò 100 × 101 e divise per due, ottenendo il risultato; oppure - ancora più semplicemente - scrisse in fila i numeri da 1 a 50 e in una fila sotto in senso inverso i rimanenti da 51 a 100, ottenendo così per ogni coppia la somma costante di 101: il risultato era quindi 101 × 50.
I dettagli della storiella sono incerti (vedere per la discussione della fonte originaria di Wolfgang Sartorius von Waltershausen e i cambiamenti in altre versioni); Joseph Rotman, nel suo libro A first course in Abstract Algebra, si chiede se ciò sia realmente accaduto. Joaquín Navarro sostiene che in realtà Büttner aveva assegnato un compito ancora più complesso, la somma dei primi 100 numeri della serie 81297 + 81495 + 81693... nella quale ogni termine differisce dal precedente per il valore di 198 e che Gauss lo risolse in pochi minuti come detto prima.
Il Duca di Brunswick, impressionato dalle sue capacità, finanziò il soggiorno di Gauss al Collegium Carolinum (oggi Technische Universität Braunschweig) dal 1792 al 1795, anno in cui passò all'Università di Gottinga, dove studiò fino al 1798.
All'università Gauss riscoprì una serie di importanti teoremi: nel 1796 riuscì a dimostrare che un poligono regolare con un numero di lati che è un primo di Fermat è costruibile con riga e compasso (e, conseguentemente, tutti i poligoni con un numero dei lati che è il prodotto di primi di Fermat distinti e una potenza di due). Questa fu una grande scoperta in un importante campo della matematica; la costruzione dei poligoni aveva occupato i matematici fin dall'epoca degli antichi greci, e la scoperta dette modo a Gauss di scegliere di intraprendere la carriera di matematico anziché di filologo.
Gauss era così eccitato dal risultato ottenuto che richiese che un eptadecagono gli fosse inciso sulla lapide, ma lo scalpellino rifiutò dicendo che esso non sarebbe stato distinguibile da un cerchio.

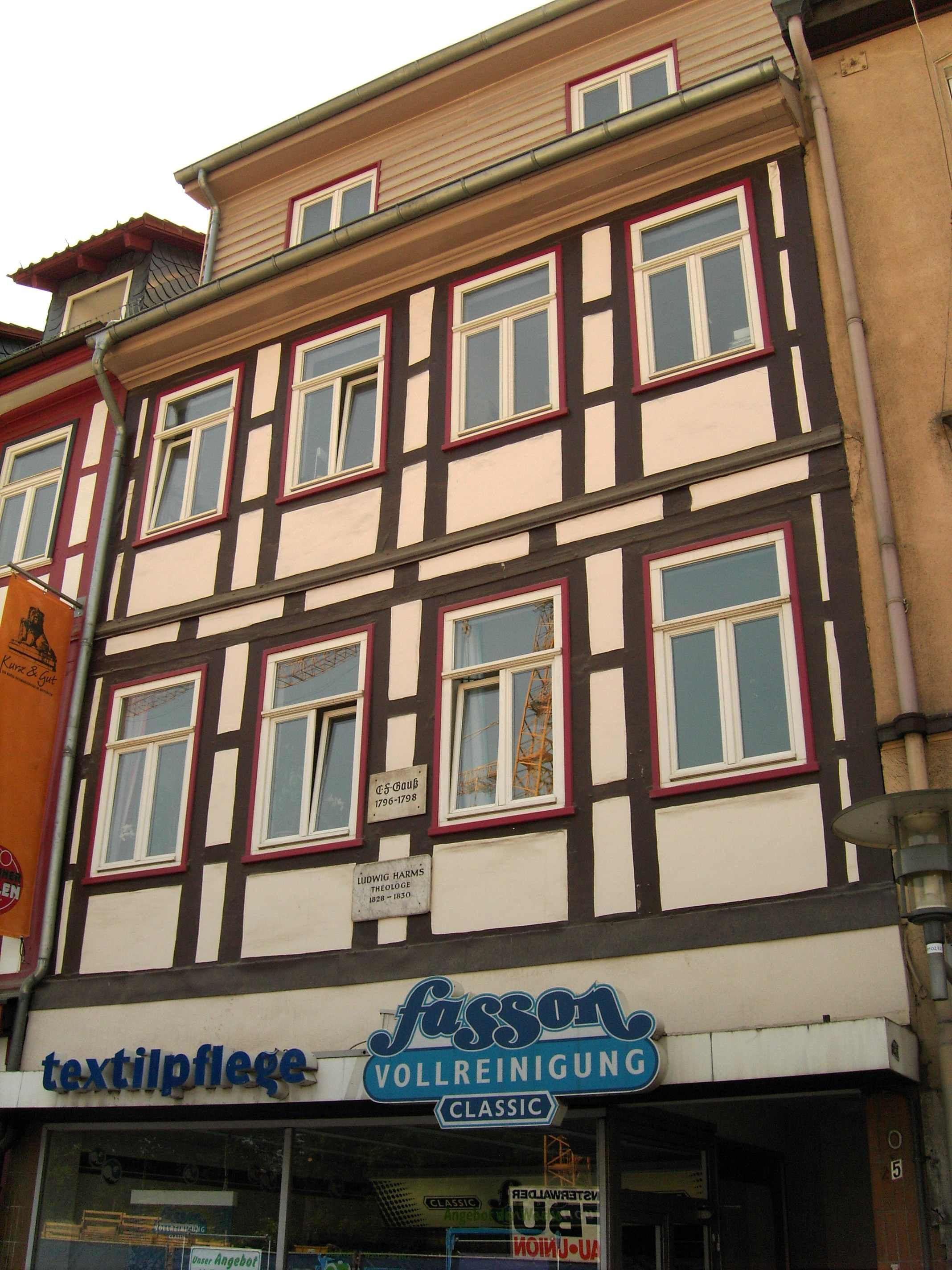
Casa di Gauss a Gottinga (1796 - 1798)

Il 1796 fu probabilmente l'anno più produttivo di Gauss. Riuscì a costruire un eptadecagono, inventò l'aritmetica modulare, importantissimo strumento della teoria dei numeri e dette la prima dimostrazione della legge di reciprocità quadratica; congetturò per primo la validità del teorema dei numeri primi, dando un'idea chiara del modo in cui i numeri primi siano distribuiti fra gli interi; scoprì poi che tutti i numeri naturali sono rappresentabili al più come somma di tre numeri triangolari. Tuttavia Gauss non pubblicò queste due ultime scoperte, le tenne per sé: era affetto da una sorta di mania di perfezionismo, che gli impediva di pubblicare dimostrazioni se non le giudicava rigorose. Scriveva invece le sue scoperte nel suo diario in maniera criptica. Per esempio, la scoperta che ogni intero poteva essere rappresentato come somma al più di tre numeri triangolari, la scrisse così sul suo diario: «Eureka! num= {\displaystyle \Delta +\Delta +\Delta }». Il primo ottobre, pubblicò un risultato sul numero di soluzioni dei polinomi con coefficienti in campi finiti, che 150 anni dopo portò alle congetture di Weil.

### Maturità (1799-1830)
Nel 1799, nella sua tesi di dottorato Una nuova dimostrazione del teorema per il quale ogni funzione algebrica integrale di una variabile può essere risolta in fattori di primo o secondo grado, Gauss dimostrò il teorema fondamentale dell'algebra. Molti matematici avevano provato a dimostrarlo tra cui Jean le Rond d'Alembert ed Eulero. Prima di lui, altri matematici, incluso Jean Baptiste Le Rond d'Alembert, avevano proposto false dimostrazioni del teorema, e Gauss criticò apertamente il lavoro di d'Alembert. Paradossalmente, secondo le conoscenze del tempo, la dimostrazione di Gauss non è accettabile, in quanto faceva implicitamente utilizzo del teorema della curva di Jordan. Gauss produsse in seguito quattro diverse dimostrazioni; l'ultima, generalmente precisa, del 1849, chiarì il concetto di numero complesso.
Gauss diede anche un importantissimo contributo alla teoria dei numeri con il libro del 1801 Disquisitiones Arithmeticae (lett. "Discussioni aritmetiche"), che introduceva l'utilizzo del simbolo ≡ per la congruenza e lo utilizzava in una chiara presentazione dell'aritmetica modulare. Conteneva le prime due dimostrazioni della legge di reciprocità quadratica, sviluppava le teorie delle forme quadratiche binarie e ternarie, esponeva il problema del numero di classe per queste ultime, e dimostrava che un eptadecagono (poligono a 17 lati) può essere costruito con riga e compasso.
In quello stesso anno l'astronomo italiano Giuseppe Piazzi scoprì l'asteroide Cerere, ma lo poté seguire solo per alcuni giorni finché non scomparve dietro la Luna. Gauss predisse il punto esatto in cui sarebbe riapparso, facendo uso dell'appena scoperto metodo dei minimi quadrati. Cerere riapparve nel punto indicato da Gauss. Questo straordinario successo lo fece conoscere anche al di fuori dalla cerchia dei matematici. Cerere fu in seguito riscoperto da Franz Xaver von Zach il 31 dicembre 1801 all'Osservatorio di Gotha, e il giorno dopo anche da Heinrich Wilhelm Olbers nella città di Brema.
Il metodo di Gauss consisteva nel determinare una sezione conica nello spazio, dati un fuoco (il sole) e l'intersezione del cono con tre rette date (le linee dello sguardo dalla Terra, che si sta essa stessa muovendo su un'ellisse, al pianeta) e dato il tempo che impiega la Terra per attraversare gli archi formati da queste rette (da cui la lunghezza degli archi può essere calcolata grazie alla seconda legge di Keplero). Questo problema porta ad un'equazione di ottavo grado, di cui una soluzione, l'orbita della Terra, è nota. La soluzione cercata è quindi separata dalle sei rimanenti, basate su condizioni fisiche. In questo lavoro Gauss utilizzò metodi di ampia approssimazione, che egli creò appositamente.
Rendendosi conto che se l'appoggio economico del Duca di Brunswick gli fosse mancato egli sarebbe caduto in miseria occupandosi di sola matematica pura, Gauss si cercò un incarico in qualche osservatorio astronomico e, nel 1807, divenne Professore di Astronomia e Direttore dell'osservatorio di Gottinga, incarico che mantenne fino alla sua morte. Interessante in questo periodo è la sua corrispondenza con Sophie Germain, matematica che, sotto lo pseudonimo di Antoine-August Le Blanc, scrisse a Gauss 10 lettere, dal 1804 fino al 1808, in cui gli descriveva la scoperta di un particolare tipo di primo (che prese poi il nome di primo di Sophie Germain).
La scoperta di Cerere da parte di Piazzi, il 1º gennaio 1801, portò Gauss a interessarsi ai moti degli asteroidi perturbati da grandi pianeti. Le sue scoperte furono pubblicate nel 1809 nel volume Theoria motus corporum coelestium in sectionibus conicis solem ambientum (lett. "Teoria del moto di corpi celesti che si muovono percorrendo sezioni coniche intorno al sole").

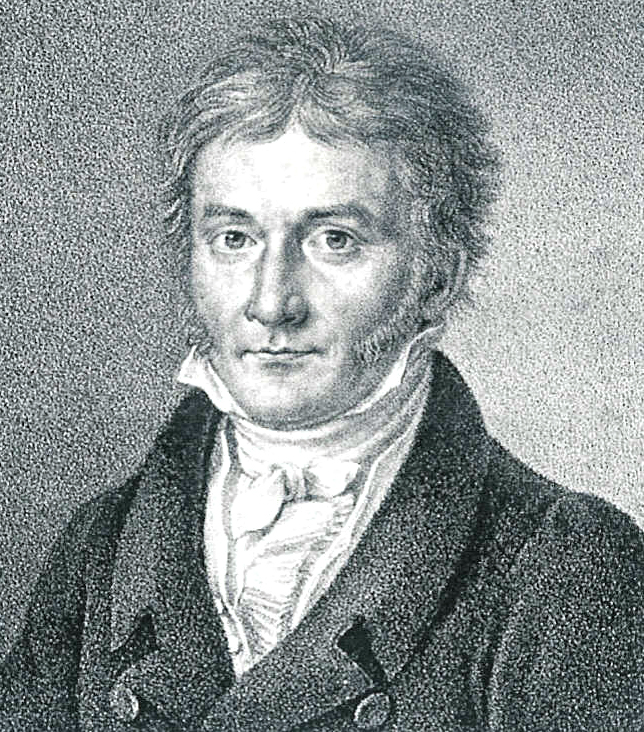
Ritratto di Gauss, opera di Siegfried Bendixen, pubblicato sulla rivista Astronomische Nachrichten nel 1828

Piazzi fu in grado di osservare e tracciare gli spostamenti di Cerere soltanto per un paio di mesi, seguendolo per tre gradi attraverso il cielo notturno, finché non scomparve dietro il bagliore del Sole. Alcuni mesi dopo, quando Cerere sarebbe dovuto riapparire, Piazzi non riuscì a localizzarlo: gli strumenti matematici del tempo non erano in grado di ricavarne la posizione con così pochi dati - tre gradi rappresentano meno dell'1% dell'orbita totale.
Gauss, che aveva 23 anni, venne a sapere di questo problema e si impegnò a risolverlo. Dopo tre mesi di duro lavoro predisse la posizione di Cerere nel dicembre 1801 - appena un anno dopo il suo primo avvistamento - con un errore di appena mezzo grado. Introdusse la costante gravitazionale di Gauss, e sviluppò il cosiddetto metodo dei minimi quadrati, una procedura usatissima ancora oggi per minimizzare l'impatto degli errori di misurazione. Gauss pubblicò tale metodo solo nel 1809, quando fu in grado di dimostrarlo adeguatamente con l'assunzione degli errori distribuiti normalmente (vedi teorema di Gauss-Markov), benché l'avesse usato sin dal 1794. Ad ogni modo, il metodo fu descritto per la prima volta nel 1805 da Adrien-Marie Legendre.
In questi anni entrò in conflitto con Adrien-Marie Legendre, poiché sembra che egli avesse scoperto senza pubblicare alcune scoperte di Legendre, come appunto il metodo dei minimi quadrati e la congettura del teorema dei numeri primi. Gauss tuttavia, uomo semplice, non si lasciò coinvolgere in queste dispute. Oggi sembra confermato che effettivamente Gauss abbia preceduto Legendre.
Gauss era un prodigioso "calcolatore mentale". Si dice che si divertisse a setacciare un intervallo di mille numeri in cerca di numeri primi appena aveva un quarto d'ora di tempo, cosa che normalmente richiederebbe ore e ore di duro lavoro. Dopo aver calcolato l'orbita di Cerere gli fu chiesto come avesse fatto a ottenere valori numerici così precisi. Rispose «Ho usato i logaritmi». L'interlocutore allibito gli chiese allora dove avesse trovato tabelle dei logaritmi che arrivavano fino a numeri così grandi. La replica di Gauss fu: «Tabelle? Li ho calcolati mentalmente».
Nel 1818 fu chiesto a Gauss di compiere la rilevazione geodetica del Regno di Hannover, associandola ai precedenti rilevamenti effettuati in Danimarca. Gauss accettò il compito, applicandovi la sua straordinaria abilità nel calcolare, unita all'utilizzazione dell'eliotropo, da lui inventato, costituito da un piccolo telescopio e da una serie di specchi che riflettevano i raggi solari a grandi distanze, per poter effettuare le misure. Intrattenne una regolare corrispondenza con Schumacher, Olbers e Bessel, in cui riportava i suoi progressi e discuteva il problema.
Sembra che Gauss sia stato il primo a scoprire le potenzialità della geometria non euclidea, ma sembra che, per paura di pubblicare un lavoro così rivoluzionario, tenne per sé i risultati. Questa scoperta fu una delle più importanti rivoluzioni matematiche di tutti i tempi. Essa consiste sostanzialmente nel rifiuto di uno o più postulati di Euclide, cosa che porta alla costruzione di un modello geometrico consistente e non contraddittorio. Ricerche su questa geometria portarono, fra le varie cose, alla teoria della relatività generale di Einstein, che quasi un secolo dopo descrive l'universo come non euclideo. L'amico di Gauss Farkas (Wolfgang) Bolyai, con cui aveva giurato "fratellanza nel nome della sincerità", da studente aveva per molti anni provato invano a dimostrare il V postulato di Euclide. Suo figlio János Bolyai invece riscoprì la geometria non euclidea nel 1829, pubblicando poi il suo risultato nel 1832. Dopo averlo letto, Gauss scrisse a Farkas Bolyai, che gli aveva chiesto un parere: "Lodare questo lavoro sarebbe come lodare me stesso: coincide quasi esattamente con le meditazioni che ho fatto trenta, trentacinque anni fa". Questo amareggiò molto Janos, che mise fine ai rapporti con Gauss pensando che egli stesse rubando l'idea. Oggi la precedenza di Gauss è appurata. Alcune lettere di Gauss, anni prima del 1832, rivelano che egli discutesse in modo oscuro riguardo al problema delle linee parallele. Waldo Dunnington, un vecchio studente di Gauss, in Gauss, Titano della Scienza sostiene che Gauss fosse assolutamente in possesso della geometria non euclidea molto prima che venisse pubblicata da János Bolyai, ma che si fosse rifiutato di pubblicarla per il timore della controversia.

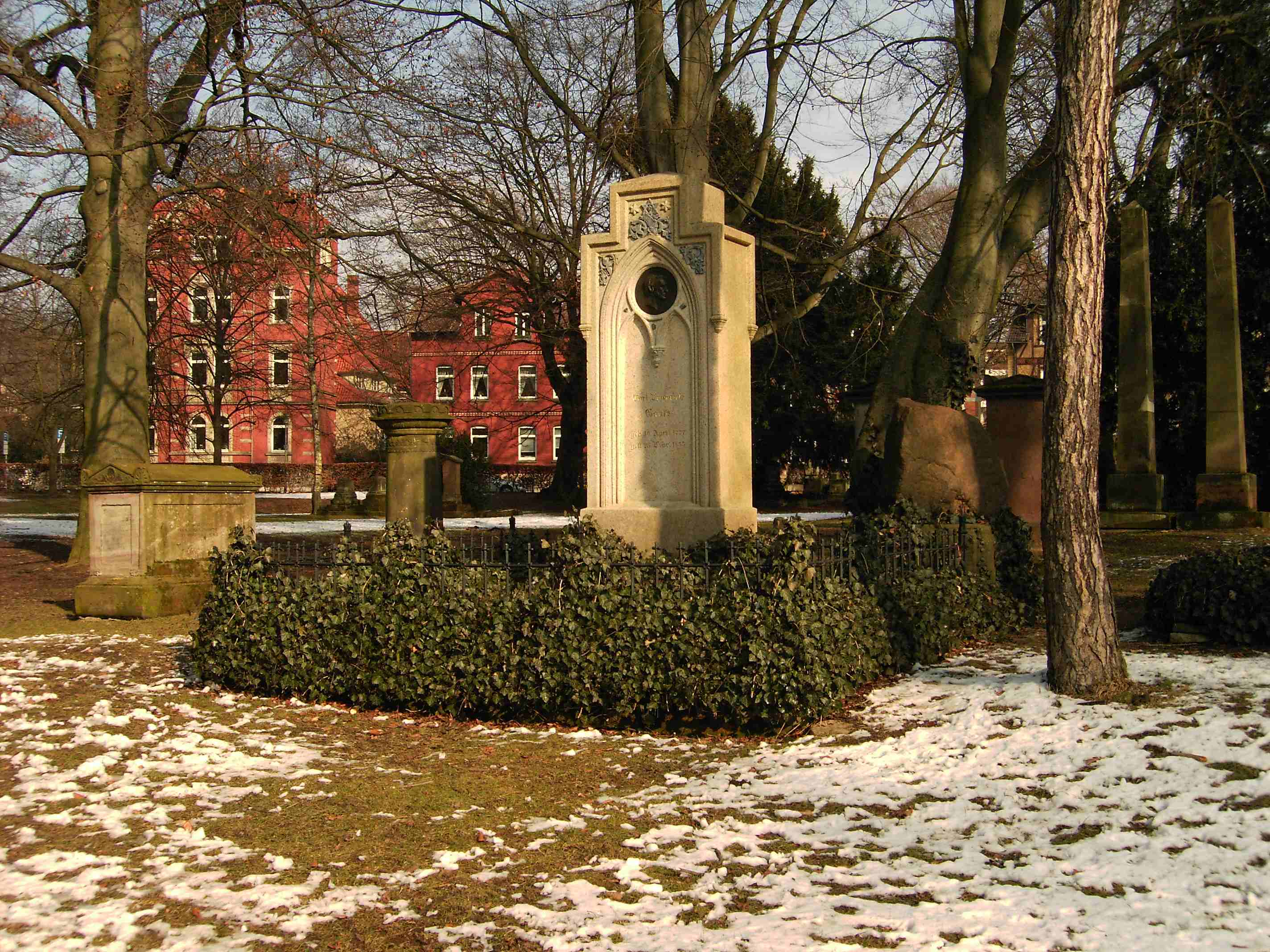
Tomba di Gauss nel cimitero Albanifriedhof di Gottinga

La cartografia dell'Hannover portò Gauss a sviluppare la distribuzione gaussiana degli errori, chiamata anche variabile casuale normale usata per descrivere la misura degli errori, e ad interessarsi alla geometria differenziale, un campo della matematica che riguarda le curve e le superfici. Da tale interesse, fra le varie cose nacque la curvatura gaussiana, e ciò portò, nel 1828, ad un importante teorema, il theorema egregium (lett. "teorema eccezionale"), che stabilisce importanti proprietà nella nozione di curvatura: grossomodo, la curvatura di una superficie può essere interamente determinata dalla misura degli angoli e delle distanze sulla superficie. Perciò la curvatura non dipende da come la superficie può essere immersa in uno spazio tridimensionale o bidimensionale.
Nel 1821 Gauss entrò a far parte, come membro straniero, dell'Accademia reale svedese delle scienze.

### Ultimi anni e morte (1831-1855)

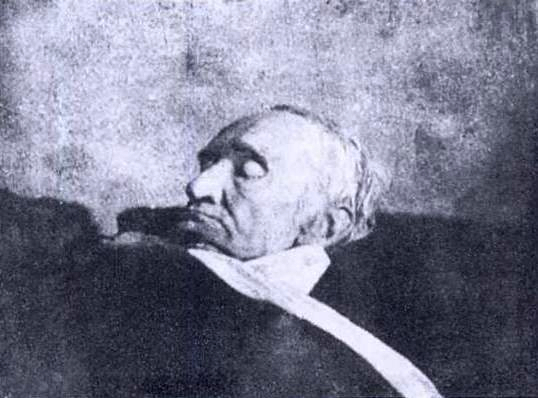
Dagherrotipia di Gauss sul letto di morte, 1855

Nel 1831 Gauss iniziò una fruttuosa collaborazione col grande fisico Wilhelm Eduard Weber, che portò alla scoperta di una nuova legge del campo elettrico (teorema del flusso), oltre che a trovare una rappresentazione per l'unità del magnetismo in termini di massa, lunghezza e tempo, e della seconda legge di Kirchhoff. Nel 1833, Gauss e Weber costruirono un primitivo telegrafo elettromagnetico, che collegava l'osservatorio con l'istituto di fisica di Gottinga. Gauss fece costruire un osservatorio magnetico nel giardino dell'osservatorio astronomico, e insieme a Weber fondò il magnetischer Verein (lett. "club magnetico"), che confermò le misurazioni del campo magnetico terrestre in diverse regioni del pianeta. Sviluppò un metodo di misurazione dell'intensità orizzontale del campo magnetico, largamente utilizzato per tutta la metà del XX secolo ed elaborò la teoria matematica per la distinzione delle sorgenti del campo magnetico terrestre in interne (nucleo e crosta) ed esterne (magnetosfera).
Gauss morì a Gottinga, Hannover (ora parte della Bassa Sassonia, Germania), nel 1855 e fu sepolto nel cimitero di Albanifriedhof. Pronunciarono gli elogi funebri il genero Heinrich Ewald e Wolfgang Sartorius von Waltershausen, amico di Gauss e suo biografo.
Il suo cervello fu studiato da Rudolf Wagner, che ne determinò la massa, pari a 1 492 grammi, e l'area cerebrale, pari a 219 588 millimetri quadrati (340 362 pollici quadrati). Si trovò inoltre che fosse particolarmente ricco di circonvoluzioni.

## Religione
Secondo Waldo Dunnington, la fede di Gauss era basata sulla ricerca della verità. Egli credeva nell'immortalità dell'individualità spirituale, in una permanenza personale dopo la morte, in un ultimo ordine di cose, in un Dio eterno, onesto, onnisciente ed onnipotente". Gauss, inoltre, difendeva la tolleranza religiosa, credendo che fosse sbagliato disturbare coloro che erano in pace con le loro credenze.

## Famiglia

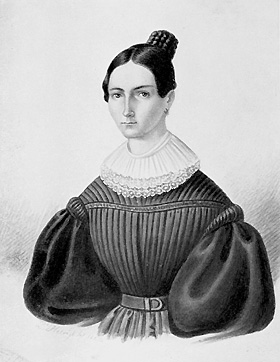
Una delle figlie di Gauss, Therese (1816-1864)

La vita privata di Gauss fu oscurata dalla prematura morte della prima moglie, Johanna Osthoff, nel 1809, seguita in breve tempo dalla morte di un figlio, Louis. Gauss entrò in depressione, dalla quale non si riprese mai completamente. Si sposò nuovamente con la migliore amica di Johanna, Friederica Wilhelmine Waldeck, comunemente conosciuta come Minna. Quando nel 1831 anche la seconda moglie morì dopo una lunga malattia, una delle sue figlie, Therese, si fece carico della famiglia e si prese cura del padre per il resto della sua vita. La madre di Gauss visse in casa sua dal 1817 fino alla morte, nel 1839.
Gauss ebbe sei figli. Da Johanna (1780-1809) ebbe Joseph (1806-1873), Wilhelmina (1808-1840) e Louis (1809-1810). Di tutti i figli di Gauss, si diceva che fosse Wilhelmina ad aver ereditato tratti del talento del padre, ma sfortunatamente morì giovane. Anche da Minna Waldeck ebbe tre figli: Eugene (1811-1896), Wilhelm (1813-1879) e Therese (1816-1864).
Gauss ebbe vari conflitti con i figli, poiché pretendeva che nessuno s'interessasse di matematica o scienze, per «paura d'infangare il nome di famiglia»; due dei figli di secondo letto (Eugene e Wilhelm) emigrarono negli Stati Uniti. Gauss voleva che Eugene diventasse un avvocato, ma quest'ultimo volle studiare lingue. Padre e figlio litigarono durante una festa, tenuta da Eugene, per la quale Gauss rifiutò di pagare; ci vollero molti anni perché la reputazione di Eugene contrastasse la reputazione fra gli amici e i colleghi di Gauss (vedi anche la lettera da Robert Gauss a Felix Klein, 3 settembre 1912). Eugene emigrò negli Stati Uniti circa nel 1832, dopo il litigio col padre; anche Wilhelm emigrò e si stabilì nel Missouri, iniziando a fare il contadino ed arricchendosi poi col business delle scarpe a Saint Louis. Therese mantenne la casa per Gauss fino alla sua morte, dopo la quale si sposò.

## Personalità e vita privata

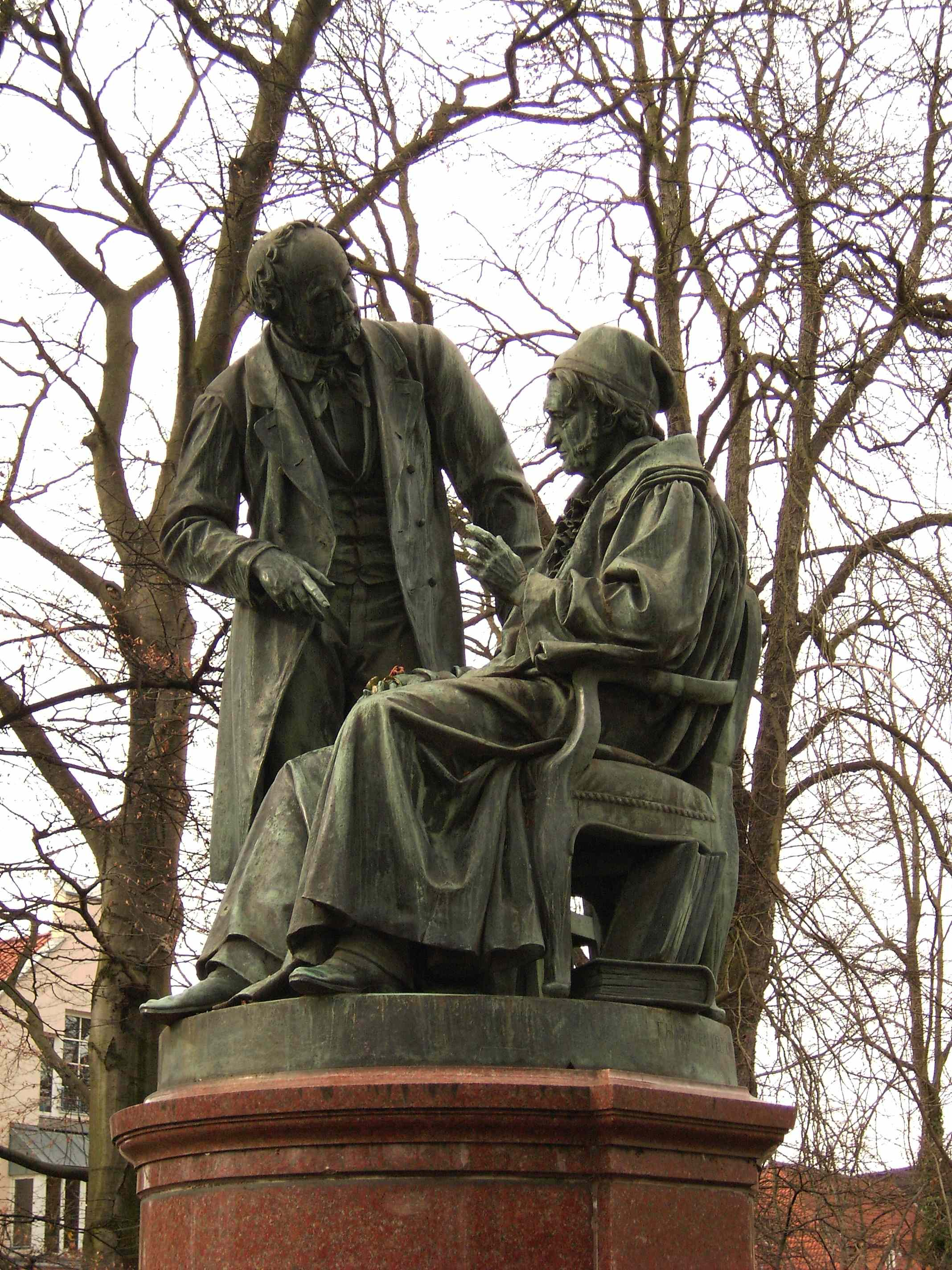
Monumento di Gottinga che ritrae Gauss (seduto) insieme a Weber per commemorare la loro collaborazione

Gauss era un perfezionista e un lavoratore accanito. Secondo Isaac Asimov, mentre stava lavorando ad un problema, sarebbe stato interrotto per riferirgli che sua moglie stava morendo. Gauss avrebbe risposto: «Ditele di aspettare un attimo, sono impegnato». Questo aneddoto è aspramente contestato in Gauss, Titano della Scienza di Waldo Dunnington come una «scemenza tipica di Asimov». Non fu uno scrittore molto prolifico, rifiutando di pubblicare qualcosa che non fosse assolutamente perfetto. Il suo motto era difatti «Pauca sed matura» (lett. "poche cose, ma mature"). I suoi diari personali indicano che egli compì molte importanti scoperte matematiche anni o decenni prima che i suoi contemporanei le pubblicassero. Lo storico matematico Eric Temple Bell stima che, se Gauss avesse pubblicato per tempo tutte le sue scoperte, avrebbe anticipato i matematici di almeno cinquant'anni.
Sebbene avesse avuto alcuni studenti, Gauss era noto per detestare l'insegnamento, e prese parte ad un'unica conferenza scientifica, a Berlino nel 1828. Rare erano le collaborazioni con altri matematici, che lo consideravano solitario e austero. La sua fama di pessimo insegnante dipendeva anche dal contesto in cui insegnava: Gauss, di umili origini e arrivato all'insegnamento grazie ai suoi sforzi, si trovava spesso ad insegnare a studenti demotivati e impreparati, arrivati all'università più per le loro relazioni sociali che per il loro valore intellettuale. Gauss riteneva che gli studenti dovessero pensare in modo autonomo, mettendo al centro della ricerca i propri sforzi, più che le lezioni e le spiegazioni dei professori. Quando ebbe l'occasione di trovare studenti motivati e capaci, Gauss dedicò molto tempo a dar loro consigli e supporto. Basta citare alcuni dei suoi studenti che divennero importanti matematici: Richard Dedekind, il grande Bernhard Riemann e Friedrich Wilhelm Bessel. Prima che morisse, Sophie Germain fu raccomandata da Gauss affinché ricevesse anche lei la laurea honoris causa.
Gauss era profondamente religioso e conservatore. Sostenne la monarchia e si oppose a Napoleone, che vedeva come conseguenza della rivoluzione.
La vita e la personalità di Gauss sono tratteggiate, parallelamente a quelle di Alexander von Humboldt, in una sorta di romanzo filosofico di Daniel Kehlmann del 2005 (pubblicato in italiano da Feltrinelli nel 2006 con il titolo La misura del mondo).

## Scoperte scientifiche

### Algebra
Gauss fu il primo a dimostrare, nel 1799, il Teorema fondamentale dell'algebra, il quale afferma che il campo dei numeri complessi è algebricamente chiuso, ossia che ogni polinomio a coefficienti complessi ha almeno una radice in {\displaystyle \mathbb {C} }. Dal teorema segue che un polinomio di grado n ha esattamente n radici in campo complesso, se contate con le rispettive molteplicità.
La dimostrazione originale di Gauss è importante in quanto contiene il concetto di piano complesso (o appunto piano di Gauss), un piano cartesiano in cui l'ascissa indica la parte reale e l'ordinata indica la parte immaginaria. Il piano complesso è stato utilizzato poi da moltissimi altri matematici che lo hanno valorizzato appieno.

### Geometria

L'eptadecagono

Gauss risolse appena diciannovenne un problema aperto da millenni, ossia determinare quali poligoni regolari possono essere costruiti usando solo riga e compasso. La sorprendente risposta fu che si possono costruire con riga e compasso tutti i poligoni regolari tali che il numero n dei lati possa essere scritto nella forma:
{\displaystyle n=2^{k}F_{i_{1}}F_{i_{2}}\cdots F_{i_{m}}}
dove k è un numero intero non negativo e gli {\displaystyle F_{i_{j}}} sono numeri primi di Fermat. Gauss provò così che il poligono regolare a 17 lati (o eptadecagono) poteva essere costruito con riga e compasso. Tale costruibilità implica che le funzioni trigonometriche di {\displaystyle {2\pi  \over 17}} possono essere espresse grazie all'aritmetica basilare e a radici quadrate. All'interno delle Disquisitiones Arithmeticae è contenuta la seguente equazione, qui trascritta in notazione moderna:
{\displaystyle {\begin{aligned}16\,\operatorname {cos} {2\pi  \over 17}=-1+{\sqrt {17}}+{\sqrt {34-2{\sqrt {17}}}}+2{\sqrt {17+3{\sqrt {17}}-{\sqrt {34-2{\sqrt {17}}}}-2{\sqrt {34+2{\sqrt {17}}}}}}.\end{aligned}}}
La costruzione effettiva dell'eptadecagono fu trovata da Johannes Erchinger pochi anni dopo. Gauss si interessò anche di impacchettamenti di sfere, dimostrando un caso speciale della congettura di Keplero.
Successivamente i suoi studi lo portarono a concepire un tipo di geometria completamente nuovo: la geometria differenziale. In questo tipo di geometria l'utilizzo di tecniche di calcolo infinitesimale permette di introdurre concetti chiave come curvatura, geodetica, campo vettoriale e forma differenziale. Alcuni dei risultati ottenuti da Gauss furono pubblicati nel Disquisitiones generales circa superficies curvas.
Come già accennato Gauss fu poi un pioniere nello sviluppo delle geometrie non euclidee. Fu forse il primo a comprendere che il V postulato di Euclide non era indispensabile per costruire una geometria coerente: iniziò così a sviluppare la geometria iperbolica. In questa geometria per un punto passano più di una parallela a una retta data. Inoltre in ogni triangolo la somma degli angoli interni è sempre inferiore a 180 gradi. Questo modello geometrico fu sviluppato indipendentemente da almeno altre due persone, János Bolyai e Nikolaj Ivanovič Lobačevskij.

### Teoria dei numeri

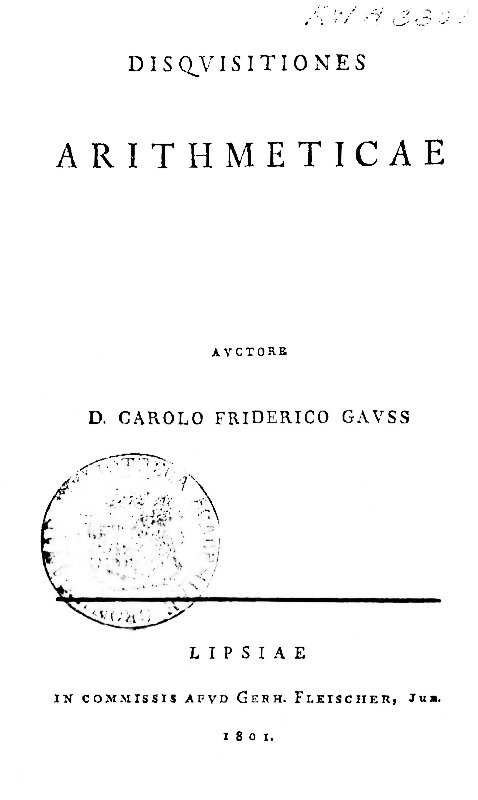
La copertina delle Disquisitiones Arithmeticae

Gauss si occupò della teoria dei numeri ottenendo interessanti risultati. Terminò le Disquisitiones Arithmeticae, la sua magnum opus, nel 1798, a ventun anni, ma non furono pubblicate prima del 1801. In questo libro, scritto in latino, Gauss raccoglie risultati della teoria dei numeri ottenuti da matematici come Fermat, Eulero, Lagrange e Legendre, aggiungendovi importanti nuovi contributi.
Le Disquisitiones coprono argomenti che vanno dalla teoria elementare dei numeri a quel ramo della matematica oggi chiamato teoria dei numeri algebrica. Tuttavia è bene precisare che Gauss in quest'opera non riconosce esplicitamente il concetto di gruppo. Introduce invece, l'aritmetica modulare, divenuta poi fondamentale per lo sviluppo della teoria dei numeri. L'aritmetica si fonda sull'importante concetto di congruenza:
{\displaystyle a\equiv b{\pmod {n}}}
quando la differenza tra a e b è un multiplo di n. Gauss studiò anche le equazioni diofantee, dimostrando l'importantissimo teorema di reciprocità quadratica. Espresse per primo questo teorema nel linguaggio dell'aritmetica modulare.
Scoprì poi che ogni numero intero può essere espresso come somma di (al massimo) tre numeri triangolari. Gauss è poi noto per aver congetturato il Teorema dei numeri primi, che stabilisce un collegamento tra l'andamento dei numeri primi e il logaritmo integrale. Questa scoperta era una delle più importanti sull'argomento dal tempo degli antichi greci. Il teorema fu dimostrato nel 1896 da Jacques Hadamard e Charles Jean de la Vallée-Poussin.

### Statistica

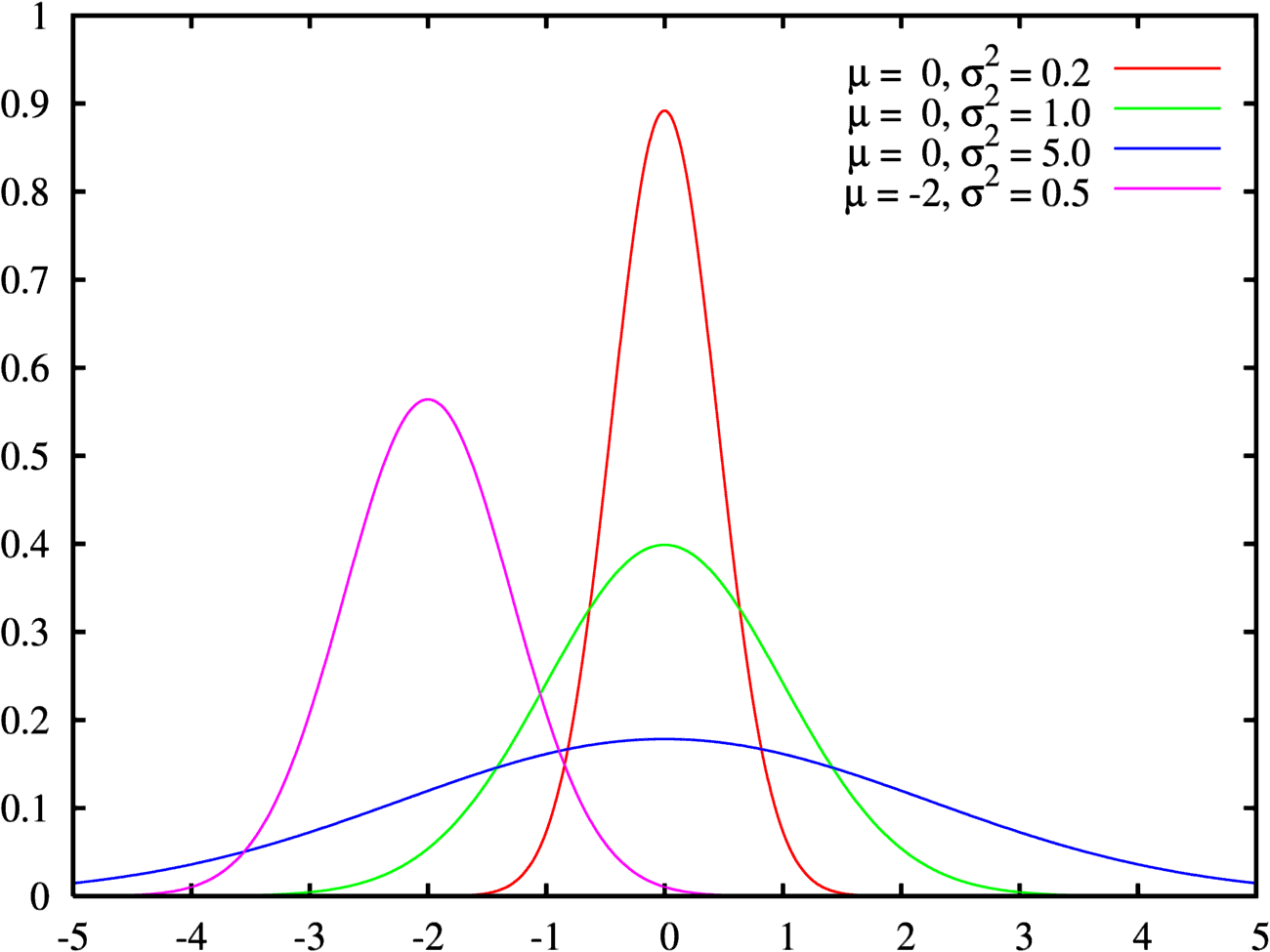
Distribuzione gaussiana degli errori

Gauss studiò poi il comportamento degli errori. Inventò il metodo dei minimi quadrati, che tende a ridurre al minimo gli errori di misurazione. Grazie a questo metodo Gauss riuscì a calcolare l'orbita del pianetino Cerere, dopo che erano state compiute solo poche osservazioni empiriche sul suo moto.
Tuttavia il lavoro più importante in questo senso fu la scoperta della variabile casuale normale, detta anche gaussiana. La curva è generata dalla funzione:
{\displaystyle f(x)={\frac {1}{\sigma {\sqrt {2\pi }}}}\exp \left({-{\frac {\left(x-\mu \right)^{2}}{2\sigma ^{2}}}}\right)}
e descrive il comportamento e l'entità degli errori di misurazione. La variabile normale è sicuramente una delle più importanti variabili casuali, ed è estremamente diffusa in statistica.

### Altro
Importanti sono anche le sue memorie sulle serie ipergeometriche e sugli integrali ellittici. Insieme a Wilhelm Weber studiò l'elettricità scoprendo il teorema del flusso e studiando le variazioni del campo magnetico terrestre. Insieme costruirono una sorta di telegrafo.

## Riconoscimenti

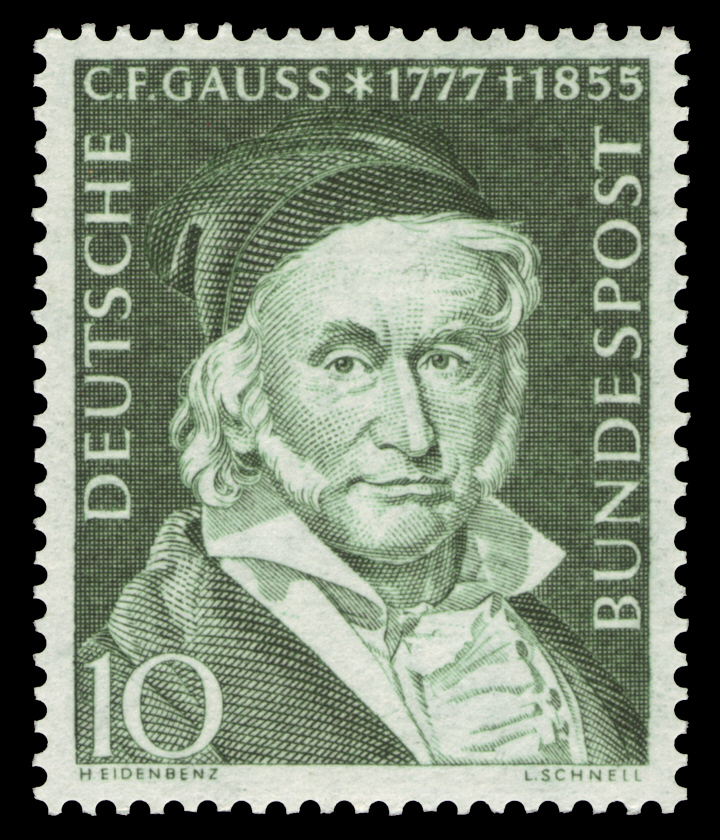
Francobollo ritraente Gauss, stampato per il 100º anniversario della sua morte

Dal 1989 fino alla fine del 2001, il suo ritratto e una distribuzione normale, insieme ad importanti edifici di Gottinga, apparvero sulla banconota da dieci marchi tedeschi. Sull'altro lato della banconota figuravano l'eliotropio ed un approccio di triangolazione per l'Hannover. La Germania ha addirittura pubblicato tre stampe in onore di Gauss. Una stampa fedele (n. 725) è stata pubblicata nel 1955 per il centenario della sua morte; due altre stampe (n. 1246 e n. 1811) sono state pubblicate nel 1977, per il 200º anniversario della sua nascita.
Il romanzo Die Vermessung der Welt (2005) di Daniel Kehlmann, tr. it. La Misura del Mondo (2006), esplora la vita di Gauss contrapponendola a quella dell'esploratore tedesco Alexander von Humboldt.
Nel 2007 il suo busto è stato introdotto nel tempio di Walhalla.
In suo onore sono stati chiamati:
- L'algoritmo di Gauss-Jordan, chiamato così essendo esso una variazione del metodo di eliminazione di Gauss descritta da Wilhelm Jordan nel 1887;[21]
- L'unità di misura del CGS per l'induzione elettromagnetica fu chiamata gauss in suo onore;
- Il Cannone di Gauss, un acceleratore di proiettili, chiamato così in seguito alle varie descrizioni matematiche che Gauss fece riguardo agli effetti magnetici degli acceleratori magnetici.
- Il cratere Gauss sulla Luna;[22]
- L'asteroide 1001 Gaussia;
- La nave Gauss, utilizzata nella spedizione Gauss verso l'oceano Atlantico;
- Il Monte Gauss, un vulcano estinto scoperto nella stessa spedizione;
- La Torre Gauss, una torre d'osservazione a Dransfeld, Germania;
- GAUSSIAN, il programma di chimica quantistica inizialmente pubblicato nel 1970 come Gaussian70.[23][24];
- Nelle high school Canadesi, una competizione annuale di matematica organizzata dal Centro per l'Educazione in Matematica e nel Calcolo è stata chiamata in onore di Gauss;
- La Medaglia Carl Friedrich Gauss;
- Il Premio Carl Friedrich Gauss, concesso, ogni quattro anni, a partire dal 2006 dall'Unione Matematica Internazionale e dalla Società Matematica Tedesca;[25]
- Nel Crown College, nell'Università della California (Santa Cruz), un dormitorio è stato chiamato in suo onore;
- Il Gauss Hauss, un centro RMN all'Università dello Utah;
- La Scuola Carl-Friedrich-Gauß per Matematica, Informatica, Amministrazione Aziendale, Economia e Scienze Sociali del Technische Universität Braunschweig;
- La Gaussschule a Braunschweig, un liceo nella sua città natía.
- Il Palazzo Gauss - Università dell'Idaho (College d'Ingegneria).

## Opere
- 1799: Tesi di laurea sul teorema fondamentale dell'algebra con il titolo: Demonstratio nova theorematis omnem functionem algebraicam rationalem integram unius variabilis in factores reales primi vel secundi gradus resolvi posse ("Nuova dimostrazione del teorema per il quale ogni funzione algebrica integrale di una variabile può essere risolta in fattori di primo o secondo grado")
- 1801: Disquisitiones Arithmeticae. Traduzione tedesca di H. Maser Untersuchungen über höhere Arithmetik (Disquisitiones Arithmeticae & altri documenti sulla teoria dei numeri) (Seconda edizione). New York: Chelsea. 1965. ISBN 0-8284-0191-8 pp. 1–453. Traduzione inglese di Arthur A. Clarke Disquisitiones Arithemeticae (Seconda edizione, corretta). New York: Springer. 1986. ISBN 0-387-96254-9.
- 1807: Quaestio de cœlis sub uranis in proiectione quinta.
- 1808: Theorematis arithmetici demonstratio nova. Göttingen: Comment. Soc. regiae sci, Göttingen XVI. Traduzione tedesca di H. Maser Untersuchungen über höhere Arithmetik (Disquisitiones Arithmeticae & altri documenti sulla teoria dei numeri) (Seconda edizione)., pp. 457–462 [Introduce il lemma di Gauss, lo usa nella terza dimostrazione della reciprocità quadratica]
- 1809: Theoria Motus Corporum Coelestium in sectionibus conicis solem ambientium (Theorie der Bewegung der Himmelskörper, die die Sonne in Kegelschnitten umkreisen), traduzione inglese di C. H. Davis, ristampata il 1963, Dover, New York.
- (LA) Theoria motus corporum coelestium in sectionibus conicis solem ambientium, Hamburg, Friedrich Perthes & Johann Heinrich Besser, 1809.
- 1811: Summatio serierum quarundam singularium. Göttingen: Comment. Soc. regiae sci, Göttingen. Traduzione tedesca di H. Maser Untersuchungen über höhere Arithmetik (Disquisitiones Arithmeticae & altri documenti sulla teoria dei numeri) (Seconda edizione). New York: Chelsea. 1965. ISBN 0-8284-0191-8, pp. 463–495 [Determinazione del segno della somma quadratica di Gauss, la usa per dare la quarta dimostrazione della reciprocità quadratica]
- 1812: Disquisitiones Generales Circa Seriem Infinitam {\displaystyle 1+{\frac {\alpha \beta }{\gamma .1}}+{\mbox{etc.}}}
- 1818: Theorematis fundamentalis in doctrina de residuis quadraticis demonstrationes et amplicationes novae. Göttingen: Comment. Soc. regiae sci, Göttingen. Traduzione tedesca di H. Maser Untersuchungen über höhere Arithmetik (Disquisitiones Arithmeticae & altri documenti sulla teoria dei numeri) (Seconda edizione). New York: Chelsea. 1965. ISBN 0-8284-0191-8, pp. 496–510 [Quinta e sesta dimostrazione della reciprocità quadratica]
- 1821, 1823 e 1826: Theoria combinationis observationum erroribus minimis obnoxiae. Drei Abhandlungen betreffend die Wahrscheinlichkeitsrechnung als Grundlage des Gauß'schen Fehlerfortpflanzungsgesetzes. Traduzione inglese di G. W. Stewart, 1987, Società per la Matematica Industriale.
- 1827: Disquisitiones generales circa superficies curvas, Commentationes Societatis Regiae Scientiarum Gottingesis Recentiores. Volume VI, pp. 99–146. "Investigazioni Generali delle Superfici Curve" (pubblicato il 1965) Raven Press, New York, tradotto da A.M. Hiltebeitel e J.C. Morehead.
- 1828: Theoria residuorum biquadraticorum, Commentatio prima. Göttingen: Comment. Soc. regiae sci, Göttingen 6. Traduzione tedesca di H. Maser Untersuchungen über höhere Arithmetik (Disquisitiones Arithmeticae & altri documenti sulla teoria dei numeri) (Seconda edizione). New York: Chelsea. 1965. ISBN 0-8284-0191-8, pp. 511–533 [Fatti elementari riguardo ai residui biquadratici, prova uno dei supplementi della legge della reciprocità biquadratica (il carattere biquadratico di 2)]
- 1832: Theoria residuorum biquadraticorum, Commentatio secunda. Göttingen: Comment. Soc. regiae sci, Göttingen 7. Traduzione tedesca di H. Maser Untersuchungen über höhere Arithmetik (Disquisitiones Arithmeticae & altri documenti sulla teoria dei numeri) (Seconda edizione)., pp. 534–586 [Introduce gli interi di Gauss, espone (senza dimostrazione) la legge di reciprocità biquadratica, dimostra la legge supplementare per 1 + i]
- (DE) Resultate aus den Beobachtungen des magnetischen Vereins. Im Jahre 1836, Göttingen, Dieterichsch Buchhandlung, 1837.
- (DE) Resultate aus den Beobachtungen des magnetischen Vereins. Im Jahre 1837, Göttingen, Dieterichsch Buchhandlung, 1838.
- Intensitas vis magneticae terrestris ad mensuram absolutam revocata, Milano, 1838.
- (DE) Resultate aus den Beobachtungen des magnetischen Vereins. Im Jahre 1838, Leipzig, Weidmannsche Verlagsbuchhandlung, 1839.
- (DE) Resultate aus den Beobachtungen des magnetischen Vereins. Im Jahre 1839, Leipzig, Weidmannsche Verlagsbuchhandlung, 1840.
- (DE) Resultate aus den Beobachtungen des magnetischen Vereins. Atlas des Erdmagnetismus nach den Elementen der Theorie enworfen, Leipzig, Weidmannsche Verlagsbuchhandlung, 1840.
- 1843/1844: Untersuchungen über Gegenstände der Höheren Geodäsie. Erste Abhandlung[collegamento interrotto], Abhandlungen der Königlichen Gesellschaft der Wissenschaften in Göttingen. Zweiter Band, pp. 3–46
- 1846/1847: Untersuchungen über Gegenstände der Höheren Geodäsie. Zweite Abhandlung[collegamento interrotto], Abhandlungen der Königlichen Gesellschaft der Wissenschaften in Göttingen. Dritter Band, pp. 3–44
- (FR) Theoria combinationis observationum erroribus minimis obnoxiae, Paris, Mallet-Bachelier, 1855.
- (DE) Briefwechsel zwischen Gauss und Bessel, Leipzig, Wilhelm Engelmann, 1880.
- (DE) Demonstratio nova theorematis omnem functionem algebraicam rationalem integram unius variabilis in factores reales primi vel secundi gradus resolvi posse, Leipzig, Wilhelm Engelmann, 1890.
- (LA) Intensitas vis magneticae terrestris ad mensura absoluta revocata, Leipzig, Wilhelm Engelmann, 1894.
- Mathematisches Tagebuch 1796–1814, Ostwaldts Klassiker, Harri Deutsch Verlag 2005, mit Anmerkungen von Neumamn, ISBN 978-3-8171-3402-1 (Traduzione inglese con annotazione di Jeremy Gray: Expositiones Math. 1984)
- I lavori collettivi di Gauss si trovano qui[collegamento interrotto] Questo include le traduzioni tedesche di testi Latini e le commemorazioni da parte di varie autorità